# Skönberga kyrka
Skönberga kyrka är en kyrkobyggnad i Söderköpings kommun, Östergötland.
Kyrkans gatuadress är Kyrkallén 2, 614 31 Söderköping.

## Kyrkobyggnaden
Kyrkan är tidigmedeltida och byggd i romansk stil. De medeltida delarna är byggda av gråsten och är vitputsade. Kyrkan består av ett långhus samt ett tvärskepp ("nykyrkan") i söder och sakristia i norr samt rakslutet kor. Torn saknas; klockorna hänger i en klockstapel.

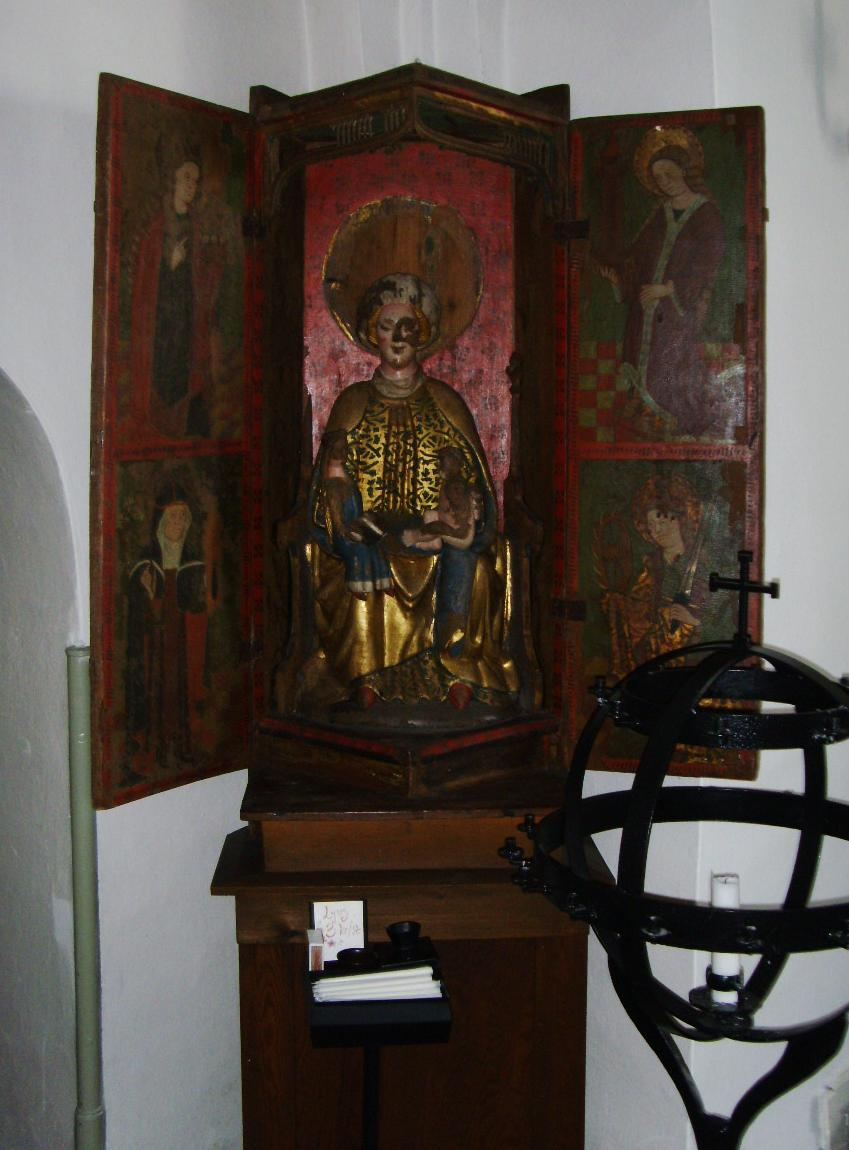
Sankta Annaskåpet som i skulpturform återger Sankta Anna, Jesus mormor, med Maria och Jesusbarnet i knäet. På dörrarnas insidor ses i målning Sankta Dorothea, Sankta Katarina av Vadstena, Sankta Barbara och Sankta Katarina av Alexandria. Skåpet är ett svenskt arbete från 1400-talet.

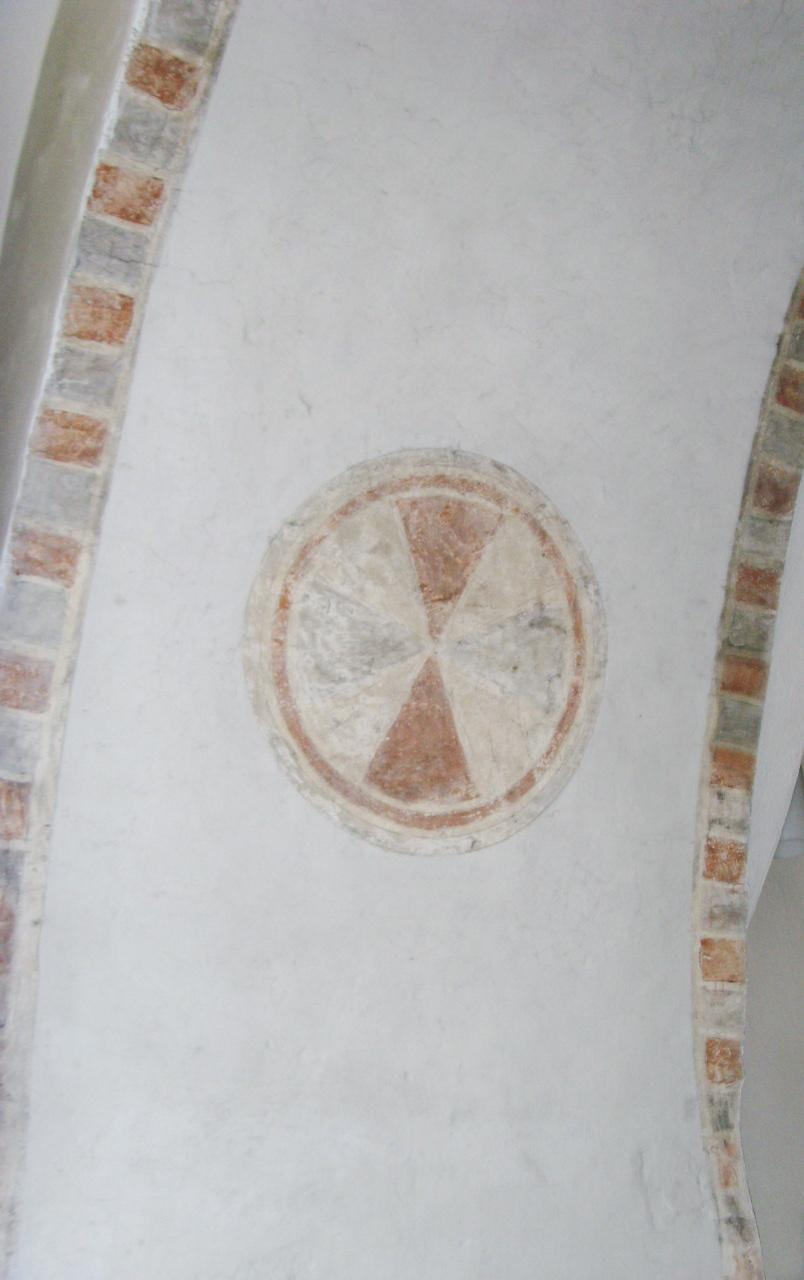
Ett av invigningskorsen - kalkmålning - i korskvadraten från tidigmedeltid.

## Historik

### Medeltiden
Den äldsta kyrkan var något mindre än den nuvarande. Koret utgjordes av den nuvarande korskvadraten. Kyrkan kan ha uppförts av kungen eller hans representant i det område med Husby-egendomar som fanns här. Husby betyder i detta sammanhang gårdar tillhörande kungaätten.
Denna kyrka saknade innertak; i stället var takstolen synlig nedifrån kyrkan. Mittbjälkens undersida är ståtligt dekorerad med träskärning. Takstolen är inte den i Östergötland vanliga typen. Den har stagade kryss mellan takbjälkar och sparrar. 
Skönberga kyrka blev under medeltidens senare del tillbyggd med nytt kor, en korsarm åt söder och sakristia i norr. Gavlarna i väster och söder pryddes med blinderingar delvis av samma typ som på Sankt Laurentii kyrka i Söderköping. Invändigt välvdes hela kyrkan på 1400-talet. På detta syftar ett avlatsbrev från 1459.

### Målerier
Kyrkans väggar var rikt dekorerade med kalkmålningar. Av dessa finns rester kvar på de delar av triumfbågsmuren som är synliga på vinden över valven (med tillträde från en trappa från orgelläktaren). Mot en mörkblå fond avtecknar sig majestätiskt ett stort antal figurer i två rader. I mitten ses Kristus som världsdomare. Två svärd utgår från hans mun. Bredvid honom står Jungfru Maria och Johannes Döparen. Längst ut, in på långväggarna, slutar raderna med två änglar. En latinsk text löper längs figurraden. Den hänvisar till Matteus 25:34: "Kommen I min faders välsignelse, och tagen i besittning det rike, som är tillrett åt eder från världens begynnelse". Denna text svarar emellertid inte riktigt till bildinnehållet, som inte återger de saliga på den ena och de fördömda på den andra sidan. Bildsviten illustrerar snarare Uppenbarelseboken 19:15 och 4:4: "och från hans mun utgick ett skarpt svärd, varmed han skulle slå folken".
Här återges sålunda himlaskaran lovande Gud. De båda texterna har förenats till en gripande och mäktig bildframställning. Bland stiftets romanska kalkmålningar är denna en av de allra märkligaste. Aron Borelius anser mästaren vara en svensk, vars konst är besläktad med gotländska glasmålningar från 1200-talets början. Målningarna har säkert tillkommit i anslutning till kyrkobygget, som kan dateras till denna tid. Traditionen nämner dock 1170-talet och inräknar därmed kyrkan bland de många, som tillkom under Kols episkopat: som var stiftets största byggnadsepok.
Vid en restaurering 1938 påträffades fragment av kalkmålningar även i kyrkan. Två invigningskors är synliga i korskvadraten, medan de övriga resterna överkalkades.

### Senare tid

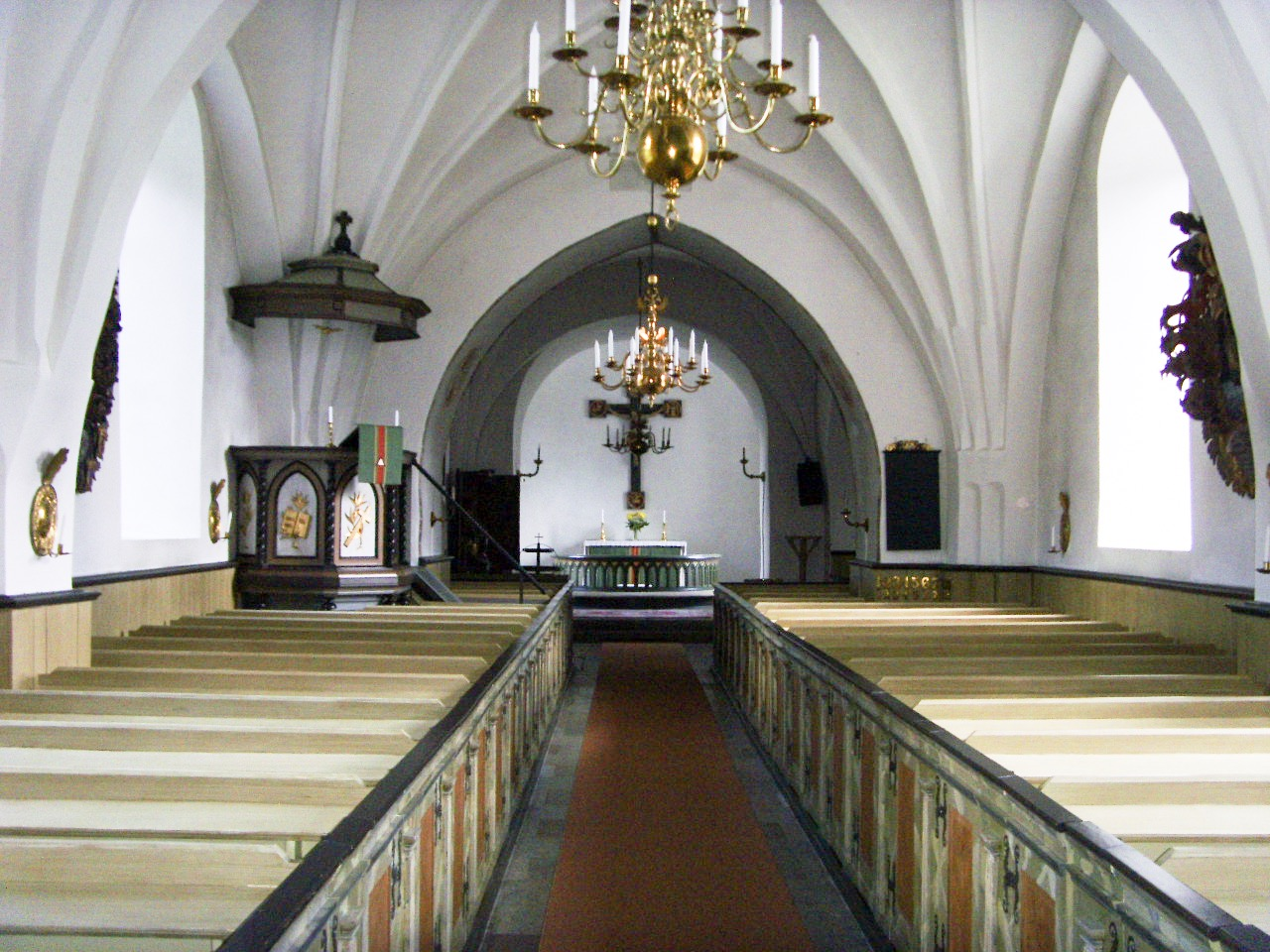
Interiör genom långhuset mot koret.

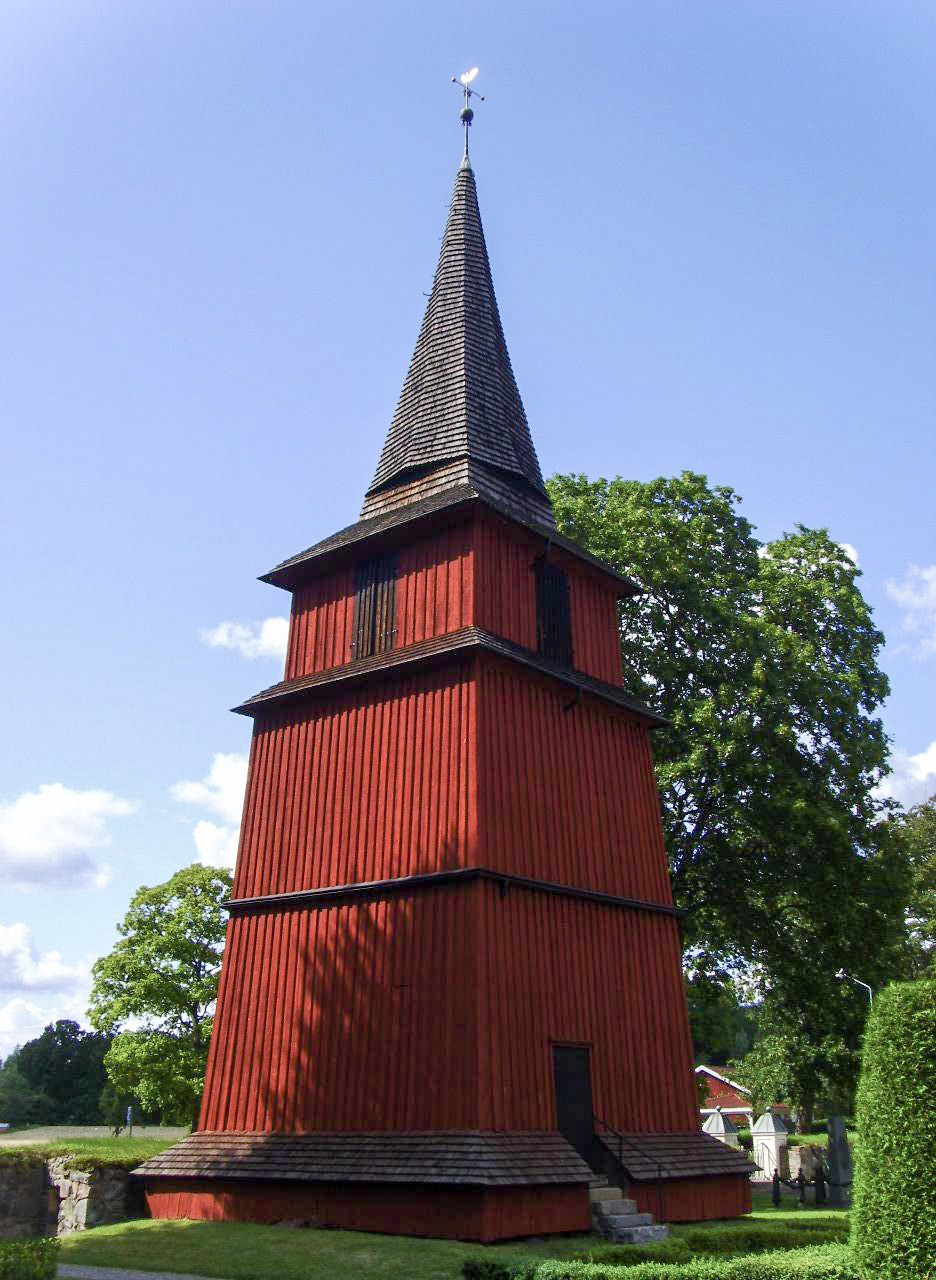
Klockstapelns tre kyrkklockor är gjutna 1572, 1662 och 1928.

I detta skick stod kyrkan en tid framåt. Med reformationen försågs den med bänkar, predikstol och nytt altare. Ännu ett stycke in på 1800-talet pryddes högaltaret av det medeltida bildskåpet, som föreställde Gudsmoderns kröning. Övriga altaren (åt S:t Olof? och S:ta Anna) försvann redan på 1500-talet. Under samma sekel torde koret ha höjts och apterats till gravkor för riksrådet Johan Axelsson Bielke (d. 1576) till Häradssäter och Liljestad och hans maka Margareta Posse, föräldrar till drottning Gunilla Bielke, Johan III:s gemål. Senare bereddes där plats också åt fru Christina Svart (d. 1691), som genom testamente skänkte medel till en ny ståtlig predikstol, uppsatt 1723, samt hennes föräldrar hovrättsrådet Sven Svart med hustru Christina Bure och maken konteramiralen Johan Bogeman på Bolltorp (1646-1710), hedrad med adelskap för sin helhjärtade insats i slaget vid Köge bukt 1677.
Kyrkans mest frikostige donator under 1600-talet var Salomon von der Osten genannt Sacken (d. 1667). Han hade varit överste vid Östgöta fotfolk, och som ägare till Fullerstad skänkte han till kyrkan den märkliga lillklockan (se nedan), en ljuskrona, två ljusstakar, en mässhake, en kyrkkista och de målade rutorna i fönstret vid predikstolen med hans och hans maka Anna von Ungern-Stenbergs vapen.
Under 1800-talet inträffade flera förändringar, som blev rätt ödesdigra för den medeltida interiören. 1851 förstorades fönstren, altarskåpet togs ned från altaret, ny orgel anskaffades och en läktare byggdes i väster, där en ny port togs upp (ingången i medeltidskyrkan var i södra muren). 33 år senare fortsatte omdaningen: ny predikstol anskaffades, de gamla bänkarna ersattes med nya och nästan alla äldre inventarier deponerades i Östergötlands museum. De flesta föremålen återfördes till kyrkan 1925 samt 1937 och restaurerades, dock ej den gamla predikstolen, som hade förstörts i en magasinsbrand i Linköping.
En mera försiktig restaurering genomfördes 1938. De romanska målningarna har konserverats två gånger, 1932 och 1956. 1969 blev exteriören omputsad. Tegeltaket hade omlagts tio år tidigare.
Hösten 1984 var det åter dags för renoveringsarbete. Sittbänkarna i kyrkan gjordes bekvämare. Avståndet mellan bänkarna var för litet, och det fick till följd att utrymmet för knä och ben varit i minsta laget för normalvuxna besökare. Bredden på sittbrädet i de drygt 100-åriga bänkarna blev större genom att en mellanbit inlimmades i mitten på sittbrädet. Ryggstöden höjdes och blev bekvämare. Nytt el- och värmesystem installerades, likaså ny högtalaranläggning. Kalkning och ommålning utfördes varvid ursprungliga färgsättningar i stort bevarades. Ett kapprum för kyrkobesökarna inrättades under läktaren. Toalett och städkammare byggdes i ett utrymme i vapenhuset. Orgeln från 1851 genomgick en grundlig översyn, varvid ny fläkt installerades.
Vid renoveringsarbetet påträffades en gammal målad runskrift på norra långhusväggen. Skriften är så till vida unik, då det troligen inte finns någon sådan bevarad i andra kyrkor i Östergötland. Skriften går tyvärr inte att tyda. En lucka gjordes i den väggpanel som döljer runskriften för att intresserade kyrkobesökare lätt skulle kunna få se på denna attraktion. Gamla grundstenar påträffades vid gjutning av nytt golv under läktaren.

## Bildgalleri

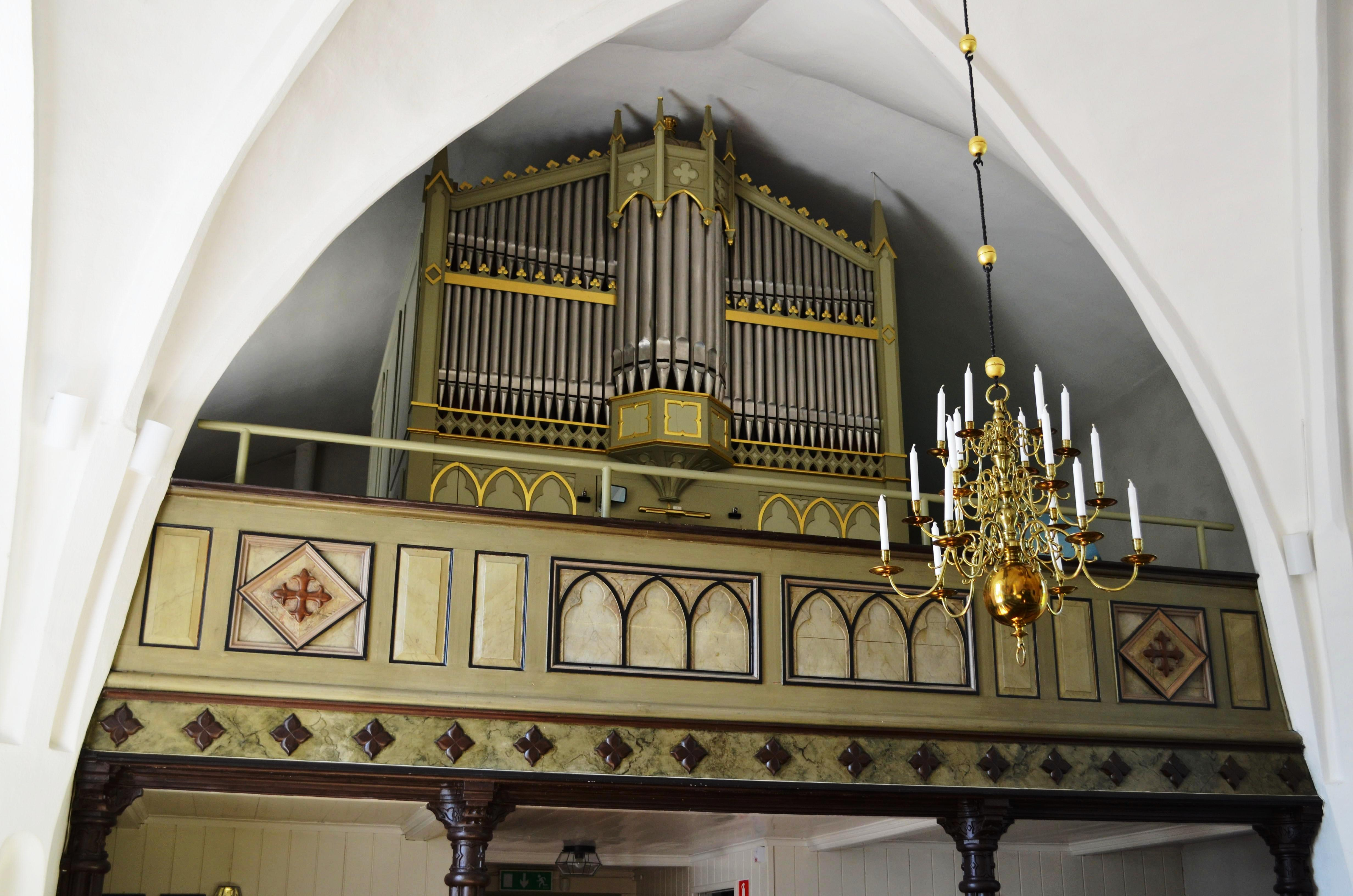
Skönberga kyrkas orgelläktare
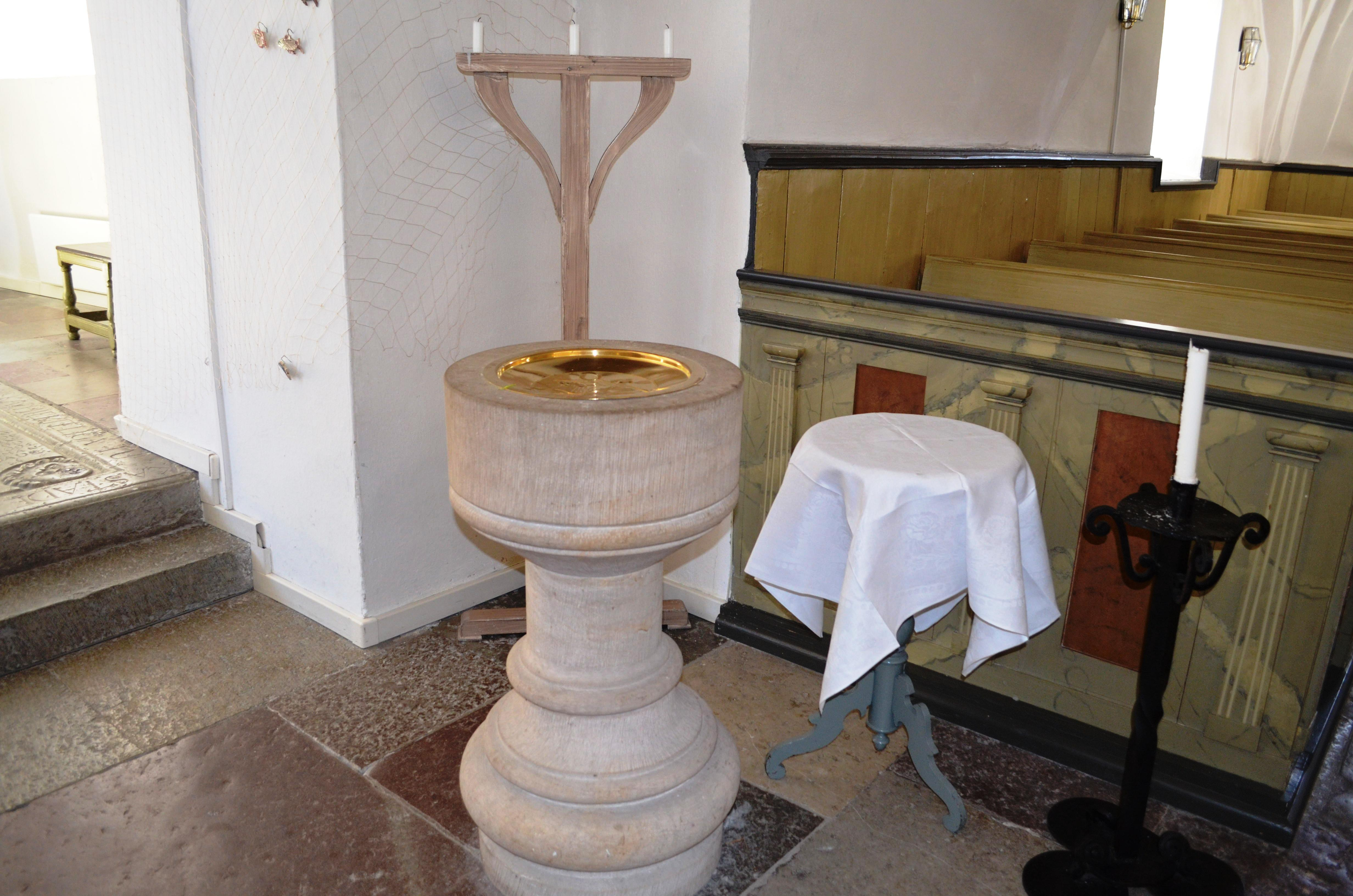
Skönberga kyrkas dopfunt
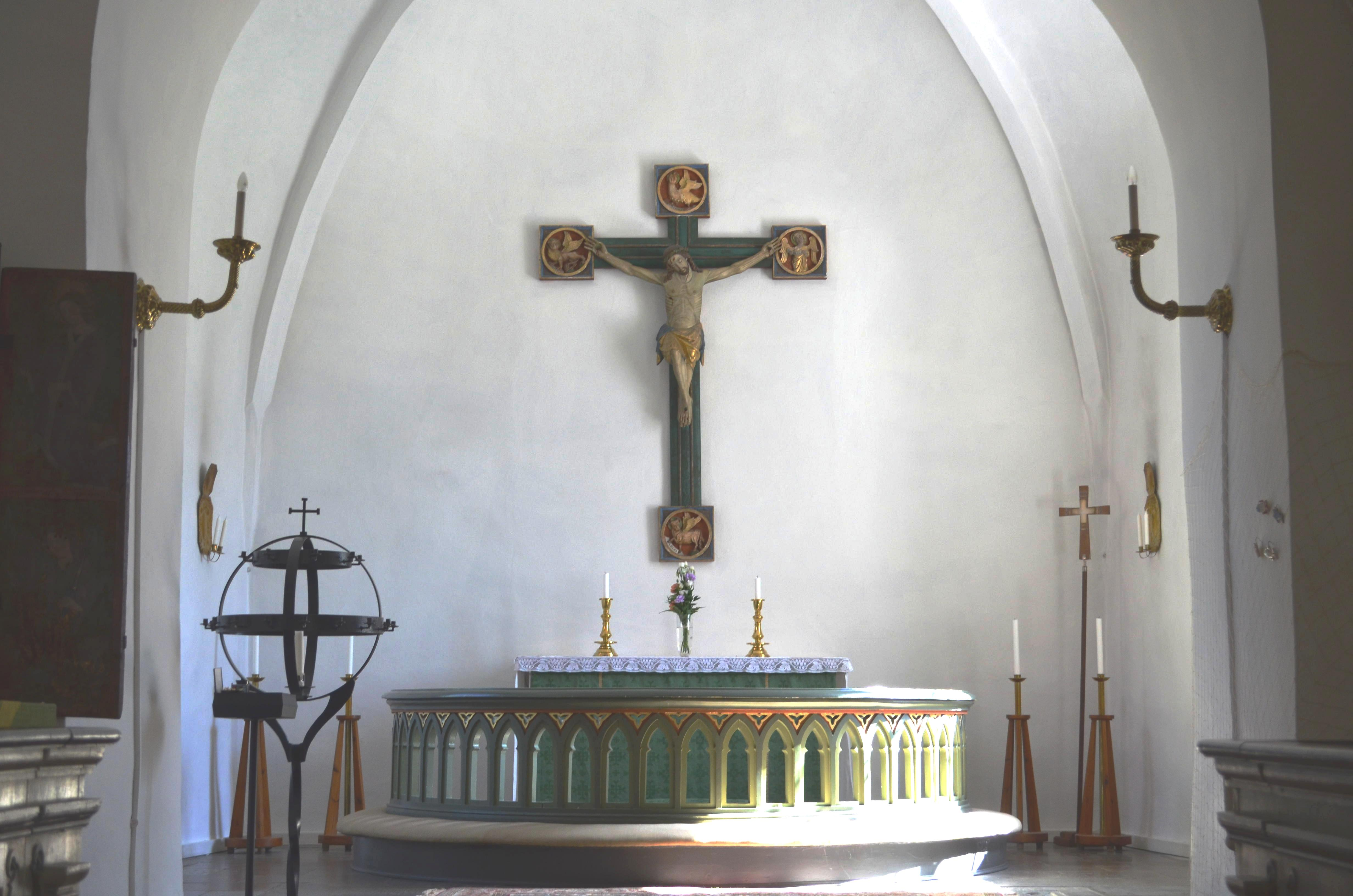
Skönberga kyrkas altare
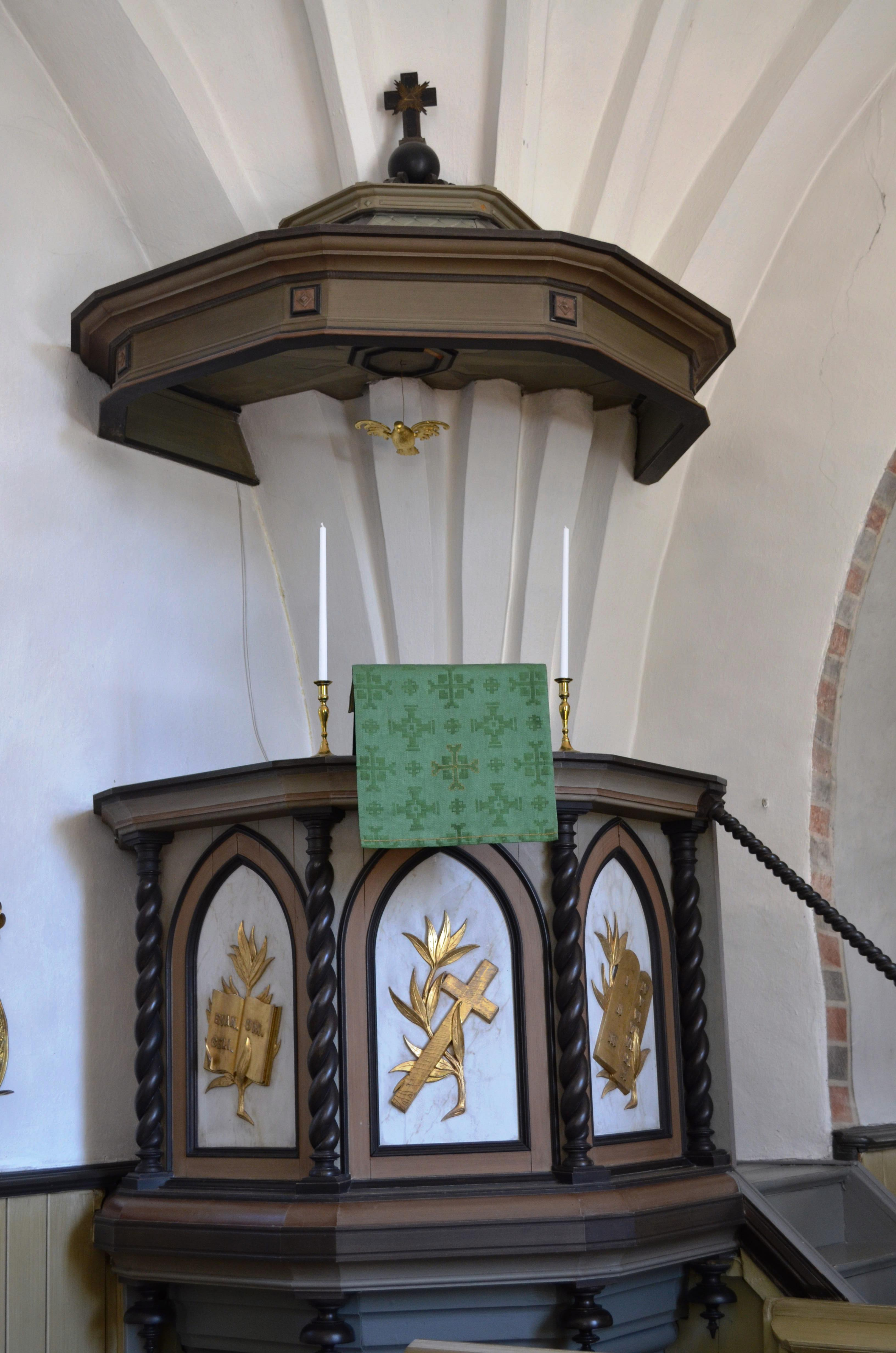
Skönberga kyrkas predikstol